# Protoesperanto
Protoesperanto (o Praesperanto en esperanto) es el término actual para definir cualquiera de las anteriores etapas de desarrollo del idioma construido por Zamenhof previas a la publicación del Unua Libro en 1887. 
Siendo niño, Zamenhof tuvo la idea de crear un idioma auxiliar para la comunicación internacional. Originalmente quiso revivir algunos de los aspectos del latín o del griego antiguo, creando versiones simplificadas, pero con el pasar de los años se dio cuenta de que sería necesario crear un idioma nuevo para ese propósito. Durante su adolescencia trabajó en un proyecto hasta que creyó que estaba listo para su publicación. El 17 de diciembre de 1878 (casi un año antes de la publicación del volapük) Zamenhof celebró su cumpleaños y el nacimiento del idioma junto con unos amigos, a los que les gustó el proyecto. En ese momento bautizó el idioma como Lingwe Uniwersala ("Lengua Universal").
Al matricularse en la universidad, Zamenhof entregó su trabajo a su padre, Mordechai, para que lo guardara hasta que terminara sus estudios de medicina. Su padre, quizás porque no entendía las ideas de su hijo o quizás anticipándose a los problemas que le traería la policía zarista, quemó el trabajo. Zamenhof no supo de esto hasta 1881, año en el que debió crear una nueva versión del idioma. 

## LaLingwe uniwersala
Disponemos actualmente solo de cuatro líneas de la etapa Lingwe uniwersala de 1878. Es un trozo de una canción que compuso Zamenhof:
|  | Malamikete de las nacjes,   |  | Enemistad de las naciones,        |
|  | Kadó, Kadó, jam temp' está; |  | Cae, cae, ya es el momento!;      |
|  | La tot' homoze in familje   |  | Toda la humanidad, en una familia |
|  | Konunigare so debá.         |  | Debe unirse.                      |

En esperanto moderno, esto sería:

Malamikeco de la nacioj,
Falu, falu, jam temp' estas;
La tuta homar' en familion
Kununuigi sin devas.

## LaLingvo universala
Zamenhof retomó su proyecto habiendo vuelto de la universidad, y mejoró sus ideas para el idioma en los años que siguieron. La mayoría de las mejoras se hicieron necesarias al momento de traducir literatura y poesía de otros idiomas. Una muestra de esta segunda etapa del idioma es este extracto de una carta de 1881:
Ma plej kara miko, kvan ma plekulpa plumo faktidźas tiranno pu to. Mo poté de cen taj brivoj kluri ke sciigoj de fu-ći specco debé blessi tal fradal kordol...
Actual: Mia plej kara amiko, kiel mia plej kulpa [?] plumo fariĝas tirano por ci. Mi povas de cent da ciaj leteroj konkludi ke sciigoj de tiu-ĉi speco devas vundi cian fratan koron...
(Mi querido amigo, ¡cómo mi pluma se ha vuelto un tirano para ti! De un centenar de tus cartas puedo concluir que anuncios de este tipo deben herir tu corazón de hermano...)
Ya en esta etapa la letra v había reemplazado la w para el sonido [v]; la inflexión verbal de persona y número había sido abandonada; el plural nominal era -oj en lugar de -es; y los casos nominales habían sido reducidos a dos (aunque el genitivo -es todavía existe hoy en día, pero solo sobrevive en los correlativos o voces simples). Además de la fuerte influencia eslava en la ortografía (ć, dź, ħ, ś, ź en lugar de ĉ, ĝ, ĥ, ŝ, ĵ) en comparación con el idioma actual, y el sufijo acusativo -l, algunas formas verbales tenían la acentuación tónica en la última sílaba. 
La conjugación verbal era: tiempo presente -é, pasado -u, futuro -uj, condicional -á, jusivo -ó, e infinitivo -e o -i. 
Los pronombres terminaban en o nominal (y una a adjetival para los posesivos), pero había diferencias, incluyendo el género en la tercera persona plural: 
| pronombres de 1881 | singular | plural |
| 1.ª persona        | mo       | no     |
| 2.ª persona        | to       | vo     |
| 3.ª p. masculino   | ro       | po     |
| 3.ª p. femenino    | śo       | o      |
| 3.ª p. reflexivo   | so       | so     |

Posteriormente la acentuación tónica final fue abandonada, en favor de una acentuación tónica regular - siempre en la penúltima sílaba -, y la antigua forma plural -s se volvió un marcador para tiempos finitos. Los diacríticos agudos (´) eslavos se transformaron en circunflejos (^) para evitar "nacionalismos", y las nuevas bases para las letras ĵ, ĝ (en lugar de las formas eslavas ź, dź) ayudaron a conservar la apariencia escrita del vocabulario germánico y romance.
En 1887, Zamenhof publica el Unua Libro ("Primer Libro"), el cual describe el idioma esperanto tal como lo conocemos hoy en día. En una carta a Nikolai Borovko escribió,
He trabajado por seis años perfeccionando y probando el idioma, fue en el año 1887 cuando me pareció que estaba completamente listo.
Gaston Waringhien, en su libro Lingvo kaj Vivo ("Idioma y vida"), analizó la evolución del idioma usando manuscritos de 1881, 1882, y 1885.